# Grand Prix Mexika 1969
Grand Prix Mexika 1969 (oficiálně VIII Gran Premio de Mexico) se jela na okruhu Autódromo Hermanos Rodríguez v Mexico City v Mexiku dne 19. října 1969. Závod byl jedenáctým v a zároveň posledním v pořadí v sezóně 1969 šampionátu Formule 1.

## Závod
| Poř.   | No. | Jezdec               | Konstruktér  | Počet kol | Čas/Odstoupení     | Pořadí na startu | Body |
| ------ | --- | -------------------- | ------------ | --------- | ------------------ | ---------------- | ---- |
| 1      | 5   | Denny Hulme          | McLaren-Ford | 65        | 1:54:08.80         | 4                | 9    |
| 2      | 7   | Jacky Ickx           | Brabham-Ford | 65        | + 2.56             | 2                | 6    |
| 3      | 8   | Jack Brabham         | Brabham-Ford | 65        | + 38.48            | 1                | 4    |
| 4      | 3   | Jackie Stewart       | Matra-Ford   | 65        | + 47.04            | 3                | 3    |
| 5      | 4   | Jean-Pierre Beltoise | Matra-Ford   | 65        | + 1:38.52          | 8                | 2    |
| 6      | 15  | Jackie Oliver        | BRM          | 63        | + 2 kola           | 12               | 1    |
| 7      | 12  | Pedro Rodríguez      | Ferrari      | 63        | + 2 kola           | 15               |      |
| 8      | 16  | Johnny Servoz-Gavin  | Matra-Ford   | 63        | + 2 kola           | 14               |      |
| 9      | 21  | Pete Lovely          | Lotus-Ford   | 62        | + 3 kola           | 16               |      |
| 10     | 18  | Piers Courage        | Brabham-Ford | 61        | + 4 kola           | 9                |      |
| 11     | 19  | Silvio Moser         | Brabham-Ford | 60        | Únik paliva        | 13               |      |
| Ret    | 14  | John Surtees         | BRM          | 53        | Převodovka         | 10               |      |
| Ret    | 2   | Jochen Rindt         | Lotus-Ford   | 21        | Zavěšení           | 6                |      |
| Ret    | 22  | George Eaton         | BRM          | 6         | Převodovka         | 17               |      |
| Ret    | 10  | Jo Siffert           | Lotus-Ford   | 4         | Nehoda             | 5                |      |
| Ret    | 9   | John Miles           | Lotus-Ford   | 3         | Palivové čerpadlo  | 11               |      |
| DNS    | 6   | Bruce McLaren        | McLaren-Ford | 0         | Vstřikování paliva | 7                |      |
| Zdroj: |     |                      |              |           |                    |                  |      |

## Konečné pořadí po závodě
Pohár jezdců
|        | Pořadí | Jezdec               | Body |
| ------ | ------ | -------------------- | ---- |
|        | 1      | Jackie Stewart       | 63   |
|        | 2      | Jacky Ickx           | 37   |
|        | 3      | Bruce McLaren        | 26   |
|        | 4      | Jochen Rindt         | 22   |
| 1      | 5      | Jean-Pierre Beltoise | 21   |
| Zdroj: |        |                      |      |

Pohár konstruktérů
|        | Pořadí | Konstruktér  | Body    |
| ------ | ------ | ------------ | ------- |
|        | 1      | Matra-Ford   | 66      |
| 1      | 2      | Brabham-Ford | 49 (51) |
| 1      | 3      | Lotus-Ford   | 47      |
|        | 4      | McLaren-Ford | 38 (40) |
| 1      | 5      | BRM          | 7       |
| Zdroj: |        |              |         |